# Triaspis sulcata
Triaspis sulcata är en stekelart som först beskrevs av Gyöö Viktor Szépligeti 1901.  Triaspis sulcata ingår i släktet Triaspis och familjen bracksteklar. Inga underarter finns listade i Catalogue of Life.